# Arenaria leucadia
Arenaria leucadia là loài thực vật có hoa thuộc họ Cẩm chướng. Loài này được Phitos & Strid mô tả khoa học đầu tiên năm 1994.